# Wilson, Quận Sheboygan, Wisconsin
Wilson là một thị trấn thuộc quận Sheboygan, tiểu bang Wisconsin, Hoa Kỳ. Năm 2010, dân số của thị trấn này là 3.135 người.